# Lätt tungvikt i boxning vid olympiska sommarspelen 1996
Resultat från boxning vid olympiska sommarspelen 1996 och herrarnas lätta tungvikt. Boxarna vägde under 60 kg. Tävlingarna arrangerades i Alexander Memorial Coliseum.

## Medaljörer
| Klass         | Guld                      | Silver                   | Brons                    |
| Lätt tungvikt | Vasilii Jirov · Kazakstan | Lee Seung-Bae · Sydkorea | Antonio Tarver · USA     |
| Lätt tungvikt | Vasilii Jirov · Kazakstan | Lee Seung-Bae · Sydkorea | Thomas Ulrich · Tyskland |

## Resultat

### Första omgången
| Första Rundan              | Första Rundan | Första Rundan                   |
| Vinnare                    | Resultat      | Förlorare                       |
| -------------------------- | ------------- | ------------------------------- |
| Antonio Tarver (USA)       | 5-2           | Dmitry Vybornov (RUS)           |
| Sybrand Botes (RSA)        | 16-11         | Gabriel Hernández (DOM)         |
| Enrique Flores (PUR)       | 15-7          | Gurcharn Singh (IND)            |
| Troy Amos-Ross (CAN)       | KO-3 (00:44)  | Roland Raforme (SEY)            |
| Paul Mbongo (CMR)          | 15-6          | Peter Odhiambo (KEN)            |
| Vassili Jirov (KAZ)        | RSC-2 (00:50) | Julio González (MEX)            |
| Pietro Aurino (ITA)        | 15-7          | Yusuf Öztürk (TUR)              |
| Daniel Bispo (BRA)         | 9-4           | Adnan Khaddour (SYR)            |
| Jean-Louis Mandengue (FRA) | 21-9          | Ayoub Pourtaghi Ghoushchi (IRI) |
| Ismael Kone (SWE)          | 22-3          | Ilkham Kerimov (AZE)            |
| Thomas Ulrich (GER)        | 21-7          | Rick Timperi (AUS)              |
| Stipe Drvis (CRO)          | RSC-2 (00:08) | John Douglas (GUY)              |
| Timur Ibragimov (UZB)      | 7-3           | Rostyslav Zaulychnyi (UKR)      |
| Lee Seung-Bae (KOR)        | 14-0          | Samuela Leu (SAM)               |
| Freddy Rojas (CUB)         | 20-9          | Mahmoud Kalifa (EGY)            |

### Andra omgången
| Första Rundan        | Första Rundan | Första Rundan              |
| Vinnare              | Resultat      | Förlorare                  |
| -------------------- | ------------- | -------------------------- |
| Antonio Tarver (USA) | RSC-1 (02:43) | David Kowah (SLE)          |
| Enrique Flores (PUR) | 16-7          | Sybrand Botes (RSA)        |
| Troy Amos-Ross (CAN) | 7-3           | Paul Mbongo (CMR)          |
| Vassili Jirov (KAZ)  | 18-13         | Pietro Aurino (ITA)        |
| Daniel Bispo (BRA)   | RSC-1 (01:50) | Jean-Louis Mandengue (FRA) |
| Stipe Drvis (CRO)    | 10-9          | Timur Ibragimov (UZB)      |
| Thomas Ulrich (GER)  | 24-9          | Ismael Kone (SWE)          |
| Lee Seung-Bae (KOR)  | 13-9          | Freddy Rojas (CUB)         |

### Kvartsfinaler
| Första Rundan        | Första Rundan | Första Rundan        |
| Vinnare              | Resultat      | Förlorare            |
| -------------------- | ------------- | -------------------- |
| Antonio Tarver (USA) | RSC-3 (01:54) | Enrique Flores (PUR) |
| Vassili Jirov (KAZ)  | 14-8          | Troy Amos-Ross (CAN) |
| Thomas Ulrich (GER)  | 14-7          | Daniel Bispo (BRA)   |
| Lee Seung-Bae (KOR)  | 14-11         | Stipe Drvis (CRO)    |

### Semifinaler
| Första Rundan       | Första Rundan | Första Rundan        |
| Vinnare             | Resultat      | Förlorare            |
| ------------------- | ------------- | -------------------- |
| Vassili Jirov (KAZ) | 15-9          | Antonio Tarver (USA) |
| Seung-Bao Lee (KOR) | 12-8          | Thomas Ulrich (GER)  |

### Final
| Första Rundan       | Första Rundan | Första Rundan       |
| Vinnare             | Resultat      | Förlorare           |
| ------------------- | ------------- | ------------------- |
| Vassili Jirov (KAZ) | 17-4          | Lee Seung-Bae (KOR) |